# Gooral
Gooral, насправді Матеуш Гурний (нар. 1982) - польський музикант, що пише музику, яка поєднує електро з традиційною народною музикою.
Родом з Бельсько-Бяла. У 90-х роках був один із засновників гурту Psio Crew, відомого також як Dobry Gooral. 2008 року він залишив Psio Crew. В цей час розпочав роботу над альбомом Ethno Elektro, який був випущено 26 квітня 2011 року. Gooral співрацює з: Ганною "Весна" Роговською (вокал), Міхалом "Копа" Копанішиним (образотворче мистецтво) та Яном Мендралою (контртенор).
З самого початку роботи над Ethno Elektro по 12 лютого 2012 року, Gooral співпрацював з Томашем "Jabko" Лапко (скрипка та вокал).

## Дискографія

### Альбоми
1. 2011 Ethno Elektro
2. 2014 Better Place

### Відеокліпи
- Pod jaworem (Scapegoat)
- Karczmareczka
- Ja siedzę robię muzę
- Pranie